# Vitali Charapenka
Vitali Charapenka (Brest, 27 de enero de 1984) es un exjugador de balonmano bielorruso que jugaba de portero. Su último equipo fue el Meshkov Brest. Fue un componente de la selección de balonmano de Bielorrusia.

## Palmarés

### SKA Minsk
- Liga de Bielorrusia de balonmano (1): 2002

### Meshkov Brest
- Liga de Bielorrusia de balonmano (10): 2005, 2006, 2007, 2008, 2014, 2015, 2016, 2017, 2018, 2019
- Copa de Bielorrusia de balonmano (10): 2005, 2007, 2008, 2009, 2011, 2014, 2015, 2016, 2017, 2018

## Clubes
- SKA Minsk ( -2004)
- Meshkov Brest (2004-2019)